# Королевская площадь (Брюссель)

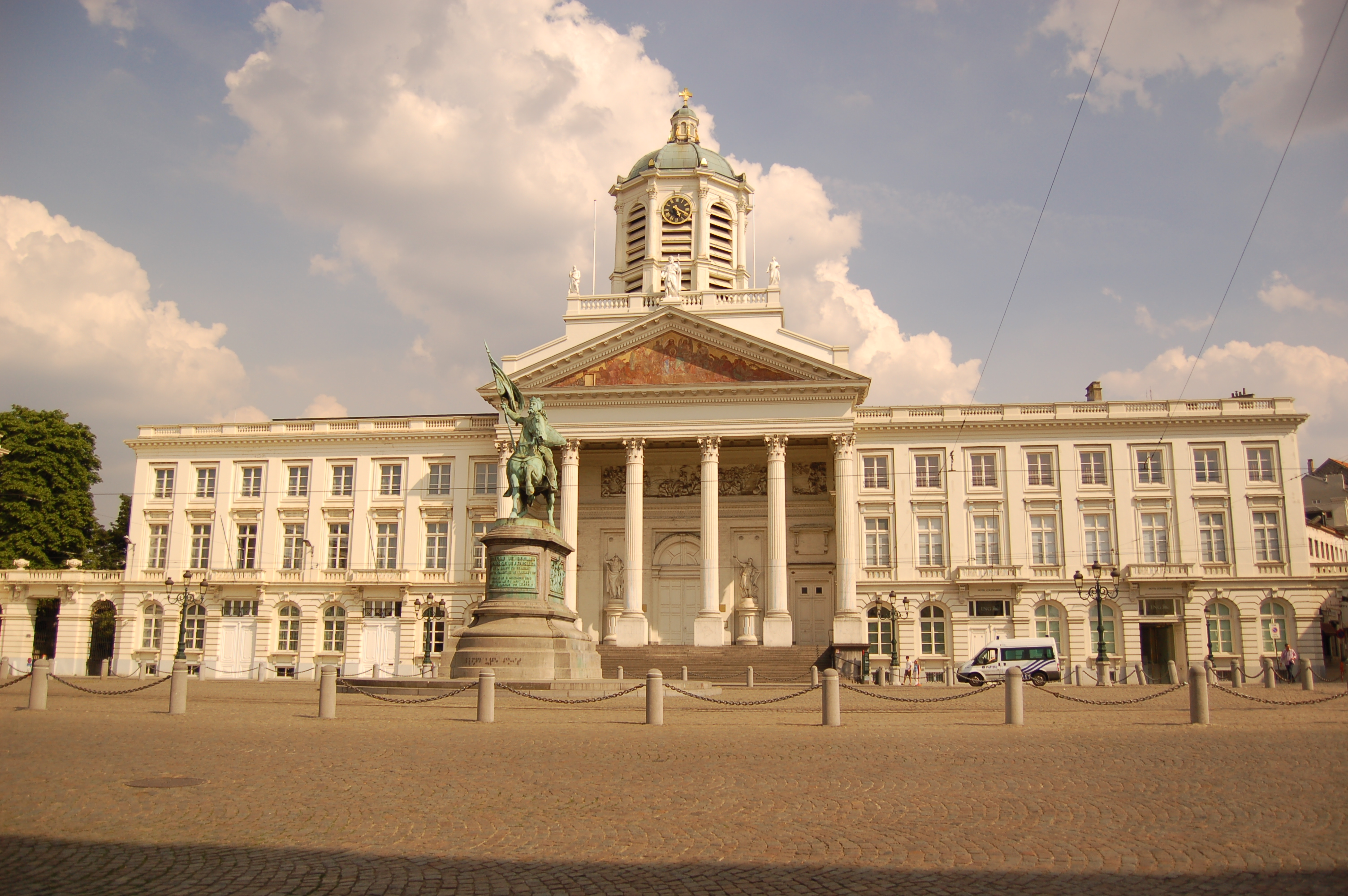
Вид на площадь. На заднем плане — церковь Святого Иакова

«Королевская площадь» (нидерл. Koningsplein, фр. Place Royale)— площадь возле королевского дворца, недалеко от Центрального железнодорожного вокзала в Брюсселе. Является частью Королевского района.

## История
До первой половины XVIII на месте нынешней Королевской площади находился старый дворец Кауденберг, уничтоженный пожаром в 1731 году. Современная история площади начинается в 1749 году, когда штатгальтер (наместник) Австрийских Нидерландов (нынешней Бельгии) Карл Лотарингский и решил перестроить площадь в стиле неоклассических зданий Вены. Автором проекта новой площади стал французский архитектор Барнабе Гимар. Площадь избавилась от остатков старых зданий и была разделена на 2 части. В центре площади была установлена статуя Карла-Александра Лотарингского, которая была снесёна во время Великой французской революции. И лишь в середине 19 века на площади вновь появился памятник, но уже Готфриду Бульонскому. Вокруг площади находятся здания Церкви Святого Иакова, восемь павильонов королевского музея изящных искусств, а также музей Белью (музей истории Бельгии) и правительственные учреждения.

## Интересные факты
- В 1995 году в ходе раскопок найдены остатки главного зала дворца 15 века.
- В этом дворце 25 октября 1555 года Карл V Габсбург отрёкся от власти в пользу Филиппа II.